# 구마노가와정
구마노가와정(熊野川町)은 와카야마현 히가시무로군에 설치되었던 정이다. 2005년 10월 1일에 시정촌 합병으로 신구시의 일부가 되었다.

## 지리
와카야마 현의 동남단, 구마노 강 유역에 위치했으며, 면적의 95.4%가 산림을 차지하고 있었다.

## 역사
- 1956년 9월 30일 - 고구치촌, 미쓰노촌, 구주촌, 다마기구치촌 (오아자 3개포함)일부가 합병해 성립하였다.
- 2005년 10월 1일 - 신구시와 합병해 새로운 신구시가 성립하였다. 동일 구마노가와정은 폐지되었다.

## 교통

### 도로
- 국도 제168호선
- 국도 제169호선
- 국도 제311호선 (일본)(일본어판)